# Fernando González
Fernando Francisco González Ciuffardi (ur. 29 lipca 1980 w Santiago) – chilijski tenisista i trener tenisa.
Debiut Gonzáleza w profesjonalnym tenisie miał miejsce w grudniu 1996 roku w Santiago, podczas zawodów cyklu ATP Challenger Tour. Występujący wówczas jeszcze regularnie w rozgrywkach juniorskich González, przegrał w I rundzie z Martínem Rodríguezem. Pierwsze zwycięstwo Chilijczyka na szczeblu ATP miało miejsce w lutym 1999 roku, podczas zmagań o Puchar Davisa przeciwko Markowi Knowlesowi. González wygrał tę rywalizację wynikiem 7:5, 6:3, 1:6, 4:6, 6:3. Karierę tenisową zakończył w marcu 2012 roku, po porażce w I rundzie turnieju w Miami z Nicolasem Mahutem.
Do największych osiągnięć tenisisty w grze pojedynczej zalicza się: finał wielkoszlemowego Australian Open z 2007 roku, srebrny medal podczas igrzysk olimpijskich w Pekinie oraz brązowy medal z Aten. W rozgrywkach cyklu ATP World Tour Chilijczyk zwyciężył w 11 turniejach, a w innych 11 był finalistą. Dnia 29 stycznia 2007 roku awansował na najwyższe w karierze 5. miejsce rankingu ATP.
W grze podwójnej najlepszym wynikiem Gonzáleza jest zdobycie złotego medalu w parze z Nicolásem Massú w Atenach, gdzie pokonali w finale duet Nicolas Kiefer i Rainer Schüttler. Chilijczyk triumfował łącznie w trzech turniejach kategorii ATP World Tour i był w jednym finale. Najwyższej w rankingu deblistów został sklasyfikowany 4 lipca 2005 roku, kiedy to zajmował 25. pozycję.
González był wielokrotnym reprezentantem Chile w Pucharze Davisa. Swoje starty w zawodach zaczął w kwietniu 1998 roku, a kontynuował je do września 2011 roku. Rozegrał łącznie w rozgrywkach 27 singlowych pojedynków, z których w 20 zwyciężał, natomiast w deblu grał w 17 spotkaniach, spośród których triumfował w 11.

## Życie prywatne

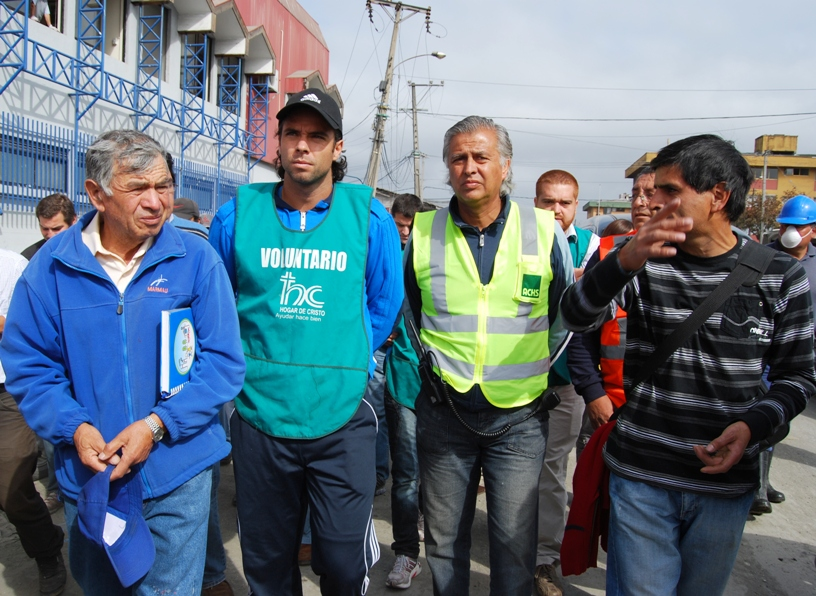
González na miejscu trzęsienia ziemi w Talcahuano, 2010

Fernando González urodził się i mieszka w Santiago de Chile. Jego ojciec, również nazywający się Fernando, jest zarządcą młyna, a także biznesmenem. Matka, Patricia, jest gospodynią domową. González ma dwie siostry; starszą Patricię oraz młodsza Jessicę. W wieku 14 lat przeprowadził się wraz z rodziną do Miami, gdzie rozwijał swoje umiejętności tenisowe.
González aktywnie udziela się na rzecz osób biednych w Chile, współpracując m.in. z organizacją Hogar de Cristo. W 2010 roku, po trzęsieniu ziemi w Chile, zorganizował pokazowy turniej Champions for Chile, który odbył się w Miami. Dochód w wysokości 125 000 dolarów przeznaczono dla poszkodowanych przez kataklizm.
Na przełomie 2009 i 2010 roku zaczął spotykać się z Danielą Castillo.

## Kariera tenisowa

### Lata juniorskie
W gronie juniorów pierwszy start Gonzáleza miał miejsce w sierpniu 1995 roku na turnieju Taca Bowl w Salwadorze. Zawody zakończyły się końcowym triumfem Chilijczyka po wygranej w finale z Andresem Asturiasem. Pierwsze sukcesy w juniorskim Wielkim Szlemie González zaczął odnosić w 1997 roku, kiedy wygrał rywalizację gry podwójnej na US Open. Występował wspólnie z Nicolásem Massú, a finałowe spotkanie zakończyło się ich zwycięstwem 6:4, 6:4 z Jeanem-Reném Lisnardem i Michaëlem Llodrą.
Na przełomie maja i czerwca 1998 González triumfował w juniorskim Roland Garrosie zarówno w grze pojedynczej, jak i podwójnej. W singlu decydujący o tytule mecz wygrał 4:6, 6:4, 6:3 z Juanem Carlosem Ferrero, natomiast w deblu 6:7, 7:5, 6:3 z Juanem Carlosem Ferrero i Feliciano Lópezem. Partnerem deblowym Chilijczyka był José de Armas. Wraz z zakończeniem sezonu González rozpoczął zawodową karierę tenisową.
Najwyżej sklasyfikowany w rankingu juniorskim singlistów chilijski tenisista był na 4. miejscu w grudniu 1998 roku, natomiast w zestawieniu deblistów na 2. pozycji w grudniu 1997 roku.

### Sezony 1998–1999
W 1998 roku Chilijczyk łączył występy w turniejach zawodowych z juniorskimi. Już w kwietniu tegoż roku zadebiutował w Pucharze Davisa w półfinałowej rundzie grupy Ameryka. Swój pojedynek przegrał 3:6, 6:4, 2:6, 0:6 z Franco Squillarim reprezentującym Argentynę. W dalszej części sezonu grał głównie w zawodach z serii futures, wygrywając na początku grudnia w Santiago.
Na początku sezonu 1999 González zagrał w Pucharze Davisa przeciwko Bahamom, przeciwko którym wygrał oba pojedynki singlowe. Do połowy roku startował we futuresach, a w dalszej części sezonu zaczął regularnie występować w turniejach rangi ATP Challenger Tour. Na przełomie lipca i sierpnia doszedł do pierwszego ćwierćfinału w turnieju tej kategorii, w Edynburgu. W sierpniu zagrał w turnieju ATP World Tour w Waszyngtonie, gdzie awansował do II rundy, po wyeliminowaniu Ivana Ljubičicia. Pojedynek następnej rundy z Marcem Rossetem González przegrał w dwóch setach. Pod koniec września Chilijczycy zagrali w play-offach o awans do grupy światowej z Zimbabwe. Rywalizacja zakończyła się zwycięstwem tenisistów z Afryki 4:1, a punkt dla Chile zdobył w deblu González razem z Nicolásem Massú pokonując Byrona i Wayne’a Blacków.

### Sezony 2000–2001
Rok 2000 González zaczął od Pucharu Davisa przeciwko Kanadzie. Chilijczyk pokonał w grze pojedynczej Sébastiena Lareau’a oraz zdobył punkt w grze podwójnej tworząc parę z Nicolásem Massú. Chilijczycy wygrali rywalizację 4:1. Na początku maja González przechodząc najpierw eliminacje dotarł do finału rozgrywek ATP World Tour w Houston, na nawierzchni ziemnej. W drabince głównej turnieju tenisista stracił jednego seta w półfinale w meczu z Martínem Rodríguezem. Finałowe spotkanie González wygrał 6:2, 6:3 z Nicolásem Massú zdobywając pierwszy tytuł w imprezie tej kategorii. Był to pierwszy finał z udziałem Chilijczyków od 18 lat, kiedy to w 1982 roku w Itaparice Jaime Fillol pokonał Ricardo Acunę.
We wrześniu González po raz pierwszy zagrał w turnieju wielkoszlemowym, na US Open, osiągając II rundę po zwycięstwie z Cecilem Mamiitem. Mecz o dalszą fazę zawodów Chilijczyk przegrał z Timem Henmanem. We wrześniu, podczas rozgrywek ATP Challenger Tour w Biellii doznał kontuzji prawej ręki, która wykluczyła go z gry do końca sezonu. Rok zakończył na 115. miejscu w rankingu singlowym.
W 2001 roku tenisista przede wszystkim grał w turniejach z serii ATP Challenger Tour, docierając do finału w Montevideo, który zakończył się porażką Gonzáleza z Davidem Nalbandianem. Chilijczyk wystąpił również m.in. w dwóch turniejach wielkoszlemowych. Najpierw zagrał w styczniu w Australian Open, gdzie odpadł w I rundzie z Guillermo Corią, a następnie na przełomie maja i czerwca w Roland Garrosie, dochodząc do II rundy, ponosząc porażkę z Jacobo Diazem. Sezon ukończył jako 139. tenisista na świecie.

### Sezon 2002
Pierwszy turniej w 2002 roku z udziałem Gonzáleza odbył się w Melbourne podczas Australian Open. Zawodnik osiągnął IV rundę, w której uległ Stefanowi Koubkowi. W lutym Chilijczyk wywalczył drugie zwycięstwo w zawodach ATP World Tour, w Viña del Mar. Bez straty seta doszedł do finału, w którym wygrał 6:3, 6:7(5), 7:6(4) z Nicolásem Lapenttim. W następnym miesiącu tenisista awansował do IV rundy w Miami, po wcześniejszym wyeliminowaniu m.in. Pete’a Samprasa. Spotkanie o dalszą rundę Chilijczyk przegrał z Maratem Safinem.
W kwietniu González otrzymał powołanie do reprezentacji Chile na mecz Pucharu Davisa z Kanadą. Zwycięska drużyna miała walczyć w barażach o grupę światową. Rywalizacja zakończyła się triumfem Kanadyjczyków 5:0, a González został pokonany w obu swoich spotkaniach, najpierw w singlu przez Frédérika Niemeyera, a potem w deblu, w którym był w parze z Hermesem Gamonalem.
W okresie przygotowawczym do Roland Garrosa, Chilijczyk wystartował m.in. w Rzymie, odnosząc pierwsze zwycięstwo z zawodnikiem będącym wówczas w czołowej „dziesiątce” rankingowej. González w spotkaniu I rundy pokonał 3:6, 7:6(5), 6:0 Tima Henmana, który przed meczem zmagał się z problemami żołądkowymi. W meczu o awans do ćwierćfinału González nie sprostał Jamesowi Blake’owi. Na Roland Garrosie chilijski tenisista odpadł w III rundzie po porażce z Gustavo Kuertenem.
W czerwcu González zadebiutował na Wimbledonie docierając do II rundy, w której uległ Nicolasowi Kieferowi. Pierwszy półfinał turnieju z serii ATP Masters Series Chilijczyk osiągnął w sierpniu w Cincinnati. Po drodze wygrał m.in. z Timem Henmanem i Andym Roddickiem, zanim przegrał z liderem rankingu, Lleytonem Hewittem. Na US Open González awansował do pierwszego w karierze wielkoszlemowego ćwierćfinału, eliminując m.in. Juana Carlosa Ferrero. W meczu o półfinał González odpadł ze Sjengiem Schalkenem.
Pod koniec września, chilijski tenisista wywalczył drugi w sezonie tytuł, na ziemnej nawierzchni w Palermo, zwyciężając w finale 5:7, 6:3, 6:1 z José Acasuso. W następnym miesiącu zawodnik dotarł do finału halowego turnieju w Bazylei, po wcześniejszej wygranej m.in. w półfinale z Juanem Carlosem Ferrero. Finałowy pojedynek Chilijczyk przegrał 4:6, 3:6, 2:6 z Davidem Nalbandianem. Na koniec roku González był drugim rezerwowym na turnieju Tennis Masters Cup w Szanghaju, w ramach mistrzostw ośmiu najlepszych tenisistów z bieżącego sezonu.
Rok 2002 zakończył na 18. miejscu w zestawieniu singlowym ATP.

### Sezon 2003
W pierwszym miesiącu sezonu González doszedł do II rundy Australian Open, przegrywając z Alberto Martínem. Pierwszy w roku ćwierćfinał osiągnął w lutym, podczas turnieju w Acapulco. Pojedynek o awans do półfinału Chilijczyk poddał po przegranym pierwszym secie Gustavo Kuertenowi z powodu urazu barku.
W kwietniu, w trakcie przygotowawczego cyklu turniejów w Europie do Roland Garrosa González dotarł najpierw do ćwierćfinału w Estoril, odpadając po porażce z Agustínem Callerim. W następnym miesiącu chilijski tenisista doszedł do ćwierćfinału zawodów ATP Masters Series w Hamburgu, po wcześniejszym pokonaniu m.in. Lleytona Hewitta. W meczu o dalszą rundę nie sprostał Davidowi Nalbandianowi. Pod koniec tego miesiąca González poprowadził Chile do zwycięstwa w drużynowym pucharze świata. Zagrał w zawodach osiem pojedynków – po cztery w singlu i deblu – i nie poniósł porażki, stając się drugim tenisistą obok Johna McEnroe’a, który w 1984 roku ukończył turniej z taką samą liczbą zwycięstw. Podczas Roland Garrosa González awansował do ćwierćfinału, gdzie odpadł z późniejszym triumfatorem, Juanem Carlosem Ferrero.
Na Wimbledonie Chilijczyk został wyeliminowany w I rundzie przez Jürgena Melzera. W lipcu zawodnik odegrał decydującą rolę w rundzie play-off Pucharu Davisa o utrzymanie w strefie Ameryka. Chilijczycy pokonali 3:2 Wenezuelę, a González rozegrał dwa wygrane spotkania grze pojedynczej i jedno w grze podwójnej.
Do pierwszego w sezonie półfinału González dotarł w połowie lipca Stuttgarcie. Spotkanie o finał przeciwko Tommy’emu Robredo poddał przy stanie 6:2, 4:1 dla Hiszpana z powodu wirusa żołądkowego. Wirus nie był jednak na tyle groźny, by wykluczyć z gry Chilijczyka na dłuższy czas i w następnym tygodniu González zagrał w Umagu, osiągając ćwierćfinał, w którym uległ Filippo Volandriemu.
Na początku sierpnia González awansował do finału rozgrywek w Waszyngtonie. W półfinale pokonał lidera klasyfikacji singlowej, Andre Agassiego, jednak w finale nie sprostał Timowi Henmanowi, przegrywając 3:6, 4:6. Na US Open tenisista chilijski w III rundzie został wyeliminowany przez Taylora Denta.
Jesienią, na początku października, González doszedł do finału halowego turnieju w Metzu, w którym zmierzył się z Arnaudem Clémentem. Pojedynek o tytuł zakończył się wygraną Clémenta 6:3, 1:6, 6:3.
Na koniec sezonu González zajmował 35. pozycję w zestawieniu ATP.

### Sezon 2004
Na początku roku Chilijczyk zagrał w Australian Open, jednak odpadł w I rundzie po przegranej z Andym Roddickiem. W lutym González wystąpił w Pucharze Davisa w konfrontacji przeciwko Peru pomagając reprezentacji wygrać rywalizację 5:0. W tym samym miesiącu zawodnik wystartował w Viña del Mar, gdzie odniósł swoje czwarte turniejowe zwycięstwo w karierze. Zawody González zakończył bez przegranego seta, a finale pokonał 7:5, 6:4 Gustavo Kuertena.
Pod koniec marca chilijski tenisista dotarł do półfinału imprezy ATP Masters Series w Miami. Spotkanie o awans do rundy finałowej przegrał z Guillermo Corią 6:4, 6:7(6), 1:6 nie wykorzystując czterech piłek meczowych. W kwietniu González zagrał ponownie w Pucharze Davisa, tym razem z Ekwadorem, odnotowując po jednym zwycięstwie w singlu i deblu, które przyczyniły się do triumfu Chilijczyków 5:0 i awansu do rundy play-off o grupę światową.
Na nawierzchni ziemnej w Europie González na początku maja osiągnął ćwierćfinał w Barcelonie, gdzie poniósł porażkę z Tommym Robredo. Tego miesiąca Chilijczycy w składzie z Gonzálezem obronili tytuł w drużynowym pucharze świata. W finale pokonali 2:1 Australię, a González zdobył punkt po zwycięstwie z Lleytonem Hewittem. Łącznie z zawodach zawodnik zagrał cztery wygrane singlowe spotkania i jedno deblowe. Podczas Roland Garrosa chilijski tenisista został wyeliminowany w I rundzie przez Floriana Mayera.
Na trawiastych kortach Wimbledonu González przegrał w III rundzie z Markiem Philippoussisem. Na początku lipca tenisista chilijski awansował do półfinału turnieju w Båstad przegrywając z Mariano Zabaletą. Drugi w sezonie singlowy finał González osiągnął w Amersfoort. Finałowy mecz zakończył się porażką Chilijczyka z Martinem Verkerkiem.
W połowie sierpnia González zagrał w Atenach podczas igrzysk olimpijskich. W grze pojedynczej awansował do strefy medalowej po wygranej m.in. z Andym Roddickiem. Spotkanie o złoty lub srebrny medal Chilijczyk przegrał z Mardym Fishem, z kolei w pojedynku o brąz pokonał Taylora Denta 6:4, 2:6, 16:14 broniąc w trzecim secie dwóch piłek meczowych. González wywalczył również złoty medal w grze podwójnej wspólnie z Nicolásem Massú. W drodze po zwycięstwo Chilijczycy byli lepsi m.in. od jednego z czołowych debli, Amerykanów Boba i Mike’a Bryanów, a w finale od Niemców Nicolasa Kiefera i Rainera Schüttlera. Spotkanie z niemiecką parą Chilijczycy wygrali 6:2, 4:6, 3:6, 7:6(7), 6:4 przy wcześniejszym obronieniu w czwartym secie czterech meczboli.
Podczas US Open González odpadł w I rundzie z Robinem Söderlingiem, a w deblu dotarł z Nicolásem Massú do ćwierćfinału, w którym przegrali z Markiem Knowlesem i Danielem Nestorem. Pod koniec września Chilijczycy zagrali w Pucharze Davisa z Japonią, którą pokonali 5:0, dzięki czemu po dwudziestu latach powrócili do najwyższej klasy turnieju, grupy światowej. González w rundzie z Japończykami odniósł dwa zwycięstwa singlowe i jedno w parze z Massú w grze podwójnej.
Rok 2004 zawodnik chilijski zakończył na 23. miejscu w rankingu ATP.

### Sezon 2005
Pierwszy turniej w sezonie González rozegrał w Auckland, gdzie wywalczył kolejny puchar w swojej karierze, po wygraniu finału 6:4, 6:2 z Olivierem Rochusem. Był to zarazem pierwszy turniej, w którym Chilijczyk zwyciężył na nawierzchni twardej. Na Australian Open González uległ w III rundzie Davidowi Nalbandianowi. Na początku lutego González po raz trzeci dotarł do finału w Viña del Mar. Spotkanie finałowe przegrał z Gastónem Gaudio.
Na początku marca Chilijczycy w składzie z Gonzálezem zagrali pojedynek I rundy grupy światowej z Rosją, na podłożu dywanowym w Moskwie. W pierwszym pojedynku González zmierzył się z Michaiłem Jużnym, którego pokonał 7:6(4), 5:7, 6:3, 7:6(4). Dalsze pojedynki Chilijczycy przegrali, w tym dwa w których brał udział González, m.in. nie sprostał on w czwartym pojedynku rundy Maratowi Safinowi, który zwyciężył 7:6(4), 7:6(5), 1:6, 6:7(3), 6:4.

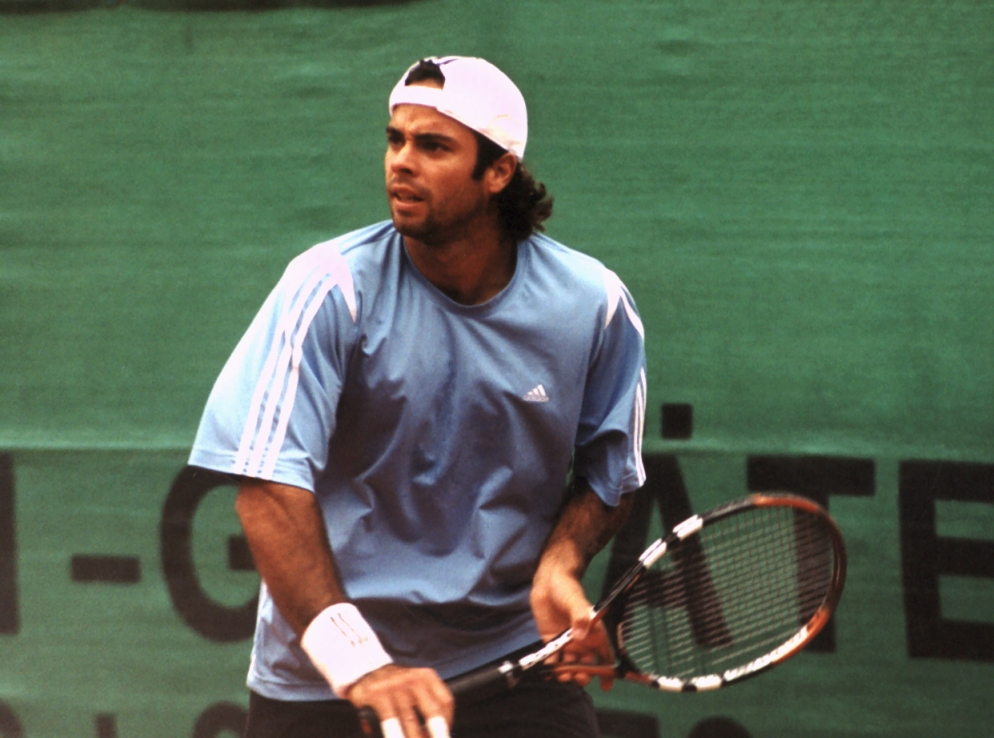
González w Düsseldorfie, 2005

Sezon gry na kortach ziemnych w Europie tenisista chilijski rozpoczął od turnieju w Walencji osiągając ćwierćfinał w grze pojedynczej. Wystąpił ponadto w zawodach deblowych i w parze z Martínem Rodríguezem triumfowali w konkurencji po wygranej 6:4, 6:4 w finale nad duetem Lucas Arnold Ker i Mariano Hood. Podczas Roland Garrosa González doszedł do III rundy rozgrywek singlowych, gdzie został wyeliminowany przez Rogera Federera. Chilijczyk awansował również do półfinału gry podwójnej, tworząc parę z Nicolásem Massú. W meczu o finał ponieśli porażkę z Jonasem Björkmanem i Maksem Mirnym.
Na Wimbledonie González dotarł jako pierwszy Chilijczyk od 1985 roku po Ricardo Acuñnie do ćwierćfinału wielkoszlemowego turnieju na kortach trawiastych. Pod drodze zdołał wyeliminować m.in. będącego wówczas w czołowej „dziesiątce” rankingu Joachima Johanssona. Pojedynek o awans do półfinału przegrał z Rogerem Federerem.
Pod koniec lipca na nawierzchni ziemnej w Amersfoort González wygrał drugi w sezonie singlowy turniej, nie tracąc po drodze seta. Finałowe spotkanie zakończył zwycięstwem 7:5, 6:3 z Agustínem Callerim. Chilijczyk awansował też do finału gry podwójnej mając za partnera Nicolása Massú, jednak w decydującym meczu o tytuł ulegli Martínowi Garcíi oraz Luisowi Hornie. Podczas ostatniego w sezonie turnieju wielkoszlemowego, US Open, González odpadł w III rundzie w której nie sprostał Davidowi Nalbandianowi.
Pod koniec września Chilijczycy w składzie z Gonzálezem pokonali w barażach o utrzymanie w grupie światowej 5:0 Pakistan. González zdobył dla reprezentacji jeden punkt w singlu oraz jeden razem z Nicolásem Massú w deblu. W październiku González najpierw osiągnął ćwierćfinał w Wiedniu, a potem w Madrycie w ramach rozgrywek z cyklu ATP Masters Series. Oba spotkania o półfinał przegrywał z Ivanem Ljubičiciem. Pod koniec tego miesiąca Chilijczyk triumfował w halowym turnieju w Bazylei, zarówno w grze pojedynczej i podwójnej. Finał singla González zwyciężył 6:7(8), 6:3, 7:5, 6:4 z Markosem Pagdatisem, natomiast debla wspólnie z Agustínem Callerim 7:5, 7:5 ze Stephenem Hussem i Wesleyem Moodiem.
Podczas turnieju Tennis Masters Cup w Szanghaju González był jednym z rezerwowych zawodników, jednak zagrał w turnieju na skutek wycofania się Andre Agassiego dzięki czemu stał się pierwszym zawodnikiem ze swojego kraju, który wystąpił w zawodach od 1998 roku, kiedy po raz ostatni zagrał wówczas Marcelo Ríos. W swoim pierwszym pojedynku González pokonał Mariano Puertę, a drugi mecz przegrał z Gastónem Gaudio po niewykorzystaniu trzech piłek meczowych.
Rok 2005 zakończył na 25. miejscu w singlowym zestawieniu ATP.

### Sezon 2006
Pierwszy turniej w 2006 roku González zagrał w Auckland, gdzie przegrał w ćwierćfinale z Mario Ančiciem. Na Australian Open Chilijczyk został wyeliminowany w I rundzie przez Alexa Bogomolova Jr. po pięciosetowym spotkaniu. Następnie González dotarł do półfinału w Viña del Mar, w którym odpadł z Nicolásem Massú.
W połowie lutego zawodnik był w składzie reprezentacji Chile podczas I rundy Pucharu Davisa przeciwko Słowacji. Tenisiści z Ameryki Południowej zwyciężyli w konfrontacji 4:1, a González zdobył w singlu punkt po wygranej z Michalem Mertiňákiem i w deblu po zwycięstwie w parze z Nicolásem Massú nad deblem Lukáš Lacko i Michal Mertiňák. Dwa miesiące później Chilijczycy zmierzyli się ze Stanami Zjednoczonymi w rundzie ćwierćfinałowej, którą ostatecznie przegrali 3:2. Najpierw González wygrał mecz z Jamesem Blakiem, który zakończył się po 4 godz. i 20 min. rezultatem 6:7(5), 0:6, 7:6(2), 6:4, 10:8. Następnie Chilijczyk zagrał przeciwko Andy’emu Roddickowi, któremu uległ 6:4, 5:7, 3:6, 2:6.
Pod koniec kwietnia, podczas zawodów ATP Masters Series na kortach ziemnych w Monte Carlo González doszedł do półfinału, m.in. po wyeliminowaniu Ivana Ljubičicia. W pojedynku do dalszą rundę nie sprostał Rogerowi Federerowi. Po tych zawodach González po raz pierwszy awansował do „pierwszej dziesiątki” rankingu singlowego. Na krótko przed rozpoczęciem turnieju tenisista dokonał zmiany w sztabie trenerskim, zastępując swojego długoletniego trenera, Horacio de la Peñę, Amerykaninem Larrym Stefankim. W następnych rozgrywkach z tej serii w Rzymie tenisista chilijski osiągnął ćwierćfinał, w którym poniósł porażkę z Rafaelem Nadalem. Na Roland Garrosie González, po pokonaniu Marata Safina, przegrał w II rundzie z Novakiem Đokoviciem.
Sezon na nawierzchni trawiastej tenisista rozpoczął od turnieju w londyńskim Queen’s, docierając do ćwierćfinału, w którym został pokonany przez Andy’ego Roddicka. Podczas Wimbledonu González awansował do III rundy, gdzie odpadł z Davidem Ferrerem.

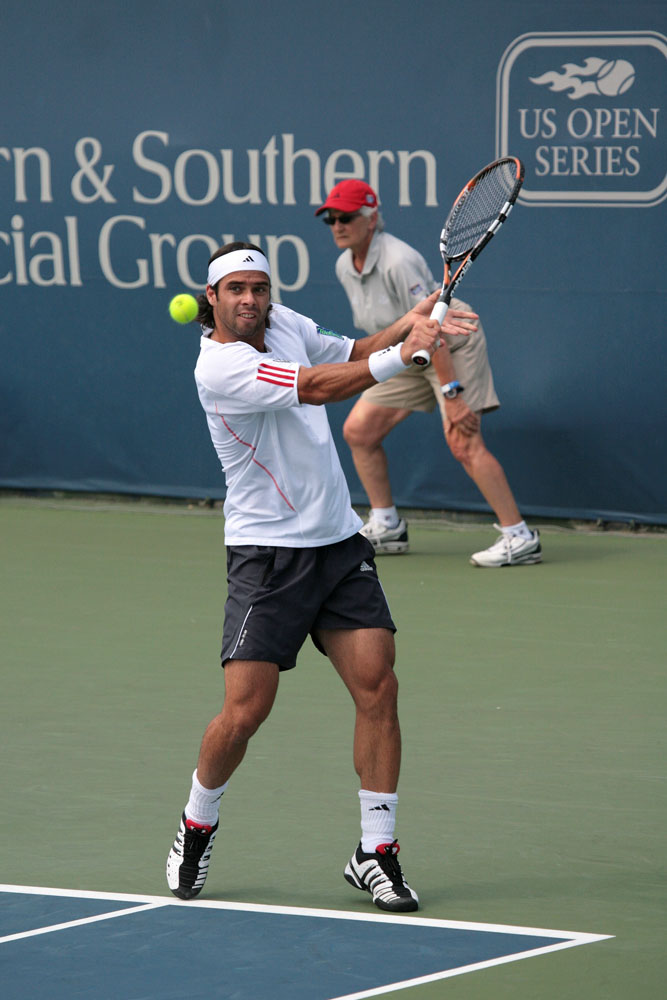
González podczas zawodów w Cincinnati, 2006

US Open Series Chilijczyk zainaugurował od występu w Indianapolis. Udział w turnieju zawodnik zakończył na ćwierćfinale po przegranej z Xavierem Malissem. Następnie González osiągnął półfinał w Los Angeles, gdzie poniósł porażkę z Dmitrijem Tursunowem. W sierpniu González doszedł do dwóch półfinałów rozgrywek kategorii ATP Masters Series, najpierw w Toronto, a potem w Cincinnati. W Toronto Chilijczyk uległ Rogerowi Federerowi, a w Cincinnati Andy’emu Roddickowi. Na US Open zawodnik chilijski zakończył swój udział na III rundzie po porażce z Andym Murrayem.
Podczas halowych turniejów w Europie, w październiku, González osiągnął trzy kolejne finały. Pierwszy miał miejsce w Wiedniu, gdzie po drodze pokonał dwóch zawodników z pierwszej „dziesiątki” rankingowej – Davida Nalbandiana oraz Andy’ego Roddicka, przeciwko któremu poniósł wcześniej cztery porażki z rzędu. Spotkanie o tytuł Chilijczyk przegrał z Ivanem Ljubičiciem. Drugi finał z udziałem Gonzáleza, a pierwszy z cyklu ATP Masters Series, miał miejsce w Madrycie. Mecz finałowy zakończył się jednak zwycięstwem Rogera Federera nad Chilijczykiem. Do trzeciego finału w tym miesiącu González awansował w Bazylei, gdzie ponownie był gorszy od Rogera Federera.
Rok 2006 Chilijczyk ukończył na 10. miejscu w klasyfikacji ATP.

### Sezon 2007

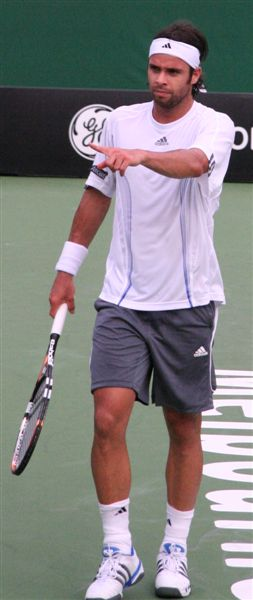
González na Australian Open, 2007

W styczniu 2007 roku González odniósł jeden z największych sukcesów w swojej karierze, awansując do finału Australian Open. Po drodze pokonał m.in. Lleytona Hewitta, Jamesa Blake’a oraz Rafaela Nadala. Finałowy pojedynek Chilijczyk przegrał 6:7(2), 4:6, 4:6 z Rogerem Federerem. Wynik ten pozwolił Gonzálezowi po zakończeniu turnieju, dnia 29 stycznia, awansować na 5. miejsce, najwyższe w karierze w rankingu singlowym.
Turniej w Viña del Mar González zakończył na ćwierćfinale, po odpadnięciu z Albertem Montañésem. W lutym González zagrał w I rundzie Pucharu Davisa przeciwko Rosji. Rywalizacja zakończyła się porażką tenisistów południowoamerykańskich 2:3, którzy podejmowali Rosjan jako gospodarze. González najpierw uległ Igorowi Andriejewowi, potem zdobył punkt w deblu razem z Nicolásem Massú przeciwko parze Igor Andriejew-Marat Safin, a drugi punkt wywalczył po zwycięstwie w singlu z Safinem.
Podczas turniejów ATP Masters Series w Indian Wells i Miami Chilijczyk osiągnął odpowiednio IV i III rundę, przegrywając najpierw z Tommym Haasem, a w Miami z Paulem-Henrim Mathieu.
Na początku maja, na nawierzchni ziemnej, González awansował do finału imprezy ATP Masters Series w Rzymie, gdzie zmierzył się z Rafaelem Nadalem. Pojedynek zakończył się triumfem Nadala 6:2, 6:2. Następnie González dotarł do ćwierćfinału zawodów tej samej kategorii w Hamburgu, gdzie ponownie nie sprostał Nadalowi. Z wielkoszlemowego Rolanda Garrosa Chilijczyk odpadł w I rundzie po przegranej z Radkiem Štěpánkiem.
Okres rywalizacji na kortach o podłożu trawiastym tenisista chilijski zaczął od startu w londyńskim Queen’s, gdzie dotarł do ćwierćfinału, w którym został wyeliminowany przez Dmitrija Tursunowa. Na Wimbledonie González awansował do III rundy po czterosetowych wygranych z Robbym Gineprim i Alejandro Fallą. W spotkaniu o dalszą grę w turnieju Chilijczyk zagrał z Janko Tipsareviciem, któremu uległ 3:6, 6:3, 3:6, 6:4, 6:8 nie wykorzystując w decydującym secie piłki meczowej.
Podczas występów w turniejach północnoamerykańskich González poniósł cztery kolejne porażki, w tym na US Open w I rundzie przeciwko Tejmurazowi Gabaszwilemu. W połowie września Chilijczyk wywalczył ósmy w karierze tytuł singlowy, a dokonał tego w Pekinie, gdzie wyeliminował m.in. w półfinale Ivana Ljubičicia oraz w finale wynikiem 6:1, 3:6, 6:1 Tommy’ego Robredo. W tym samym miesiącu González zagrał w Pucharze Davisa w rundzie barażowej o utrzymanie w grupie światowej przeciwko Izraelowi. Tenisista zdobył dla reprezentacji jeden singlowy punkt po zwycięstwie nad No’amem Okunem, w rywalizacji zakończonej końcowym wynikiem 3:2 dla Izraela.
Podczas turniejów halowych w Europie Chilijczyk osiągnął trzy ćwierćfinały, kolejno w Wiedniu, Madrycie oraz Bazylei.
Na koniec roku zawodnik zakwalifikował się po raz drugi w karierze do turnieju Tennis Masters Cup, gdzie zmierzył się w grupie z Rogerem Federerem, Andym Roddickiem oraz Nikołajem Dawydienką. Najpierw González pokonał Federera 3:6, 7:6(1), 7:5, przeciwko któremu odniósł pierwsze zwycięstwo po wcześniejszych dziesięciu porażkach. Następnie Chilijczyk przegrał z Roddickiem i Dawydienką kończąc rywalizację na ostatnim miejscu w grupie.
Na koniec roku González zajmował 7. pozycję w rankingu ATP.

### Sezon 2008
Sezon zawodnik chilijski rozpoczął od zawodów w Melbourne w ramach Australian Open. Po zwycięstwach nad Konstandinosem Ikonomidisem oraz Lee Hyung-taikiem przegrał w III rundzie z Marinem Čiliciem po czterosetowym pojedynku. Po zakończeniu turnieju, dnia 28 stycznia 2008 roku, González po raz pierwszy od 9 września 2006 roku sklasyfikowany został poza „pierwszą dziesiątką” singlowego rankingu, gdzie utrzymywał się przez 60 tygodni. W najnowszym notowaniu po Australian Open zajmował 24. miejsce. Następnie tenisista zagrał w Viña del Mar, triumfując ostatecznie w całej imprezie. W drodze po tytuł wyeliminował m.in. w półfinale Pablo Cuevasa 6:7(4), 7:6(6), 6:2, broniąc w drugim secie dwóch piłek meczowych. Finałowe spotkanie wygrał walkowerem z Juanem Mónaco, który na dzień przez meczem zwichnął kostkę w lewej nodze.
W marcu, w trakcie turniejów ATP Masters Series w Ameryce Północnej, najpierw González odpadł w II rundzie w Indian Wells, a następnie w Miami dotarł do III rundy.
W następnym miesiącu tenisista zagrał w Pucharze Davisa przeciwko Kanadzie. Po wrześniowej porażce z wcześniejszego sezonu z Izraelem Chilijczycy spadli do niższej klasy rozgrywek, do grupy I strefy amerykańskiej. Rywalizacja zakończyła się triumfem Chile 3:2, a González zagrał w dwóch zwycięskich pojedynkach, najpierw pokonując w singlu Petera Polansky’ego, a następnie w deblu debel Daniel Nestor-Frédéric Niemeyer, partnerując Nicolásowi Massú.
Europejski sezon na nawierzchni ziemnej González zaczął od startu w Monachium, wygrywając turniej ATP po raz dziesiąty w karierze. W finale zawodnik zmierzył się z Simone Bolellim, przeciwko któremu w drugim secie obronił dwa meczbole ostatecznie triumfując 7:6(4), 6:7(4), 6:3. Następnie Chilijczyk wystąpił w turnieju ATP Masters Series w Rzymie, dochodząc do III rundy, gdzie poddał pojedynek o awans do ćwierćfinału Nicolásowi Almagro, doznając wcześniej urazu w lewej nodze. Na Roland Garrosie González po raz drugi w karierze osiągnął ćwierćfinał. Po drodze wyeliminował m.in. Stanislasa Wawrinkę w meczu zakończonym wynikiem 5:7, 2:6, 6:4, 6:4, 6:4. W spotkaniu ćwierćfinałowym z Rogerem Federerem tenisista chilijski poniósł porażkę 6:2, 2:6, 3:6, 4:6.
W czerwcu González zagrał w Queen’s Club odpadając w III rundzie po przegranej z Ivo Karloviciem. Na Wimbledonie Chilijczyk po pokonaniu Robby’ego Ginepriego uległ w II rundzie po czterosetowym meczu Simone Bolelliemu.
W sierpniu odbyły się igrzyska olimpijskie w Pekinie, podczas których González reprezentował swój kraj w ceremonii otwarcia jako chorąży. Startując w turnieju singlowym wywalczył srebrny medal, który jak się później okazało był jedynym medalem zdobytym przez Chile w Pekinie. Do półfinału awansował bez straty seta, gdzie zmierzył się z Jamesem Blakiem. Pojedynek zakończył się zwycięstwem Chilijczyka 4:6, 7:5, 11:9, który przy stanie 6:5 w trzecim secie obronił trzy meczbole. Spotkanie o złoty medal z Rafaelem Nadalem tenisista chilijski przegrał 3:6, 6:7(2), 3:6. González wziął również udział w grze podwójnej jednak razem z Nicolásem Massú nie sprostali w I rundzie parze Dmitrij Tursunow-Michaił Jużny.
Na US Open González dotarł do IV rundy ponosząc porażkę z Andym Roddickiem. Tuż po zakończeniu turnieju, po blisko ośmiu miesiącach, dnia 8 września, zawodnik powrócił do „czołowej dziesiątki” rankingu awansując na 9. miejsce, jednak w kolejnym notowaniu ponownie spadł w klasyfikacji.
W połowie września González miał znaczący wkład w zwycięstwo Chile w barażach o grupę światową przeciwko Australii. Chilijczycy triumfowali 3:2, a oba punkty singlowe zdobył González po trzysetowych wygranych z Peterem Luczakiem oraz Chrisem Guccione.
Startując jesienią w Azji Chilijczyk doszedł do ćwierćfinałów w Pekinie oraz w Tokio. Kolejny ćwierćfinał osiągnął w październiku w Wiedniu.
W listopadzie González zakończył współpracę trenerską z Larrym Stefankim, z którym pracował od kwietnia 2006 roku. W następnym miesiącu tenisista poinformował, że jego nowym szkoleniowcem został Martín Rodríguez.
Sezon González zakończył na 15. miejscu w klasyfikacji singlowej.

### Sezon 2009

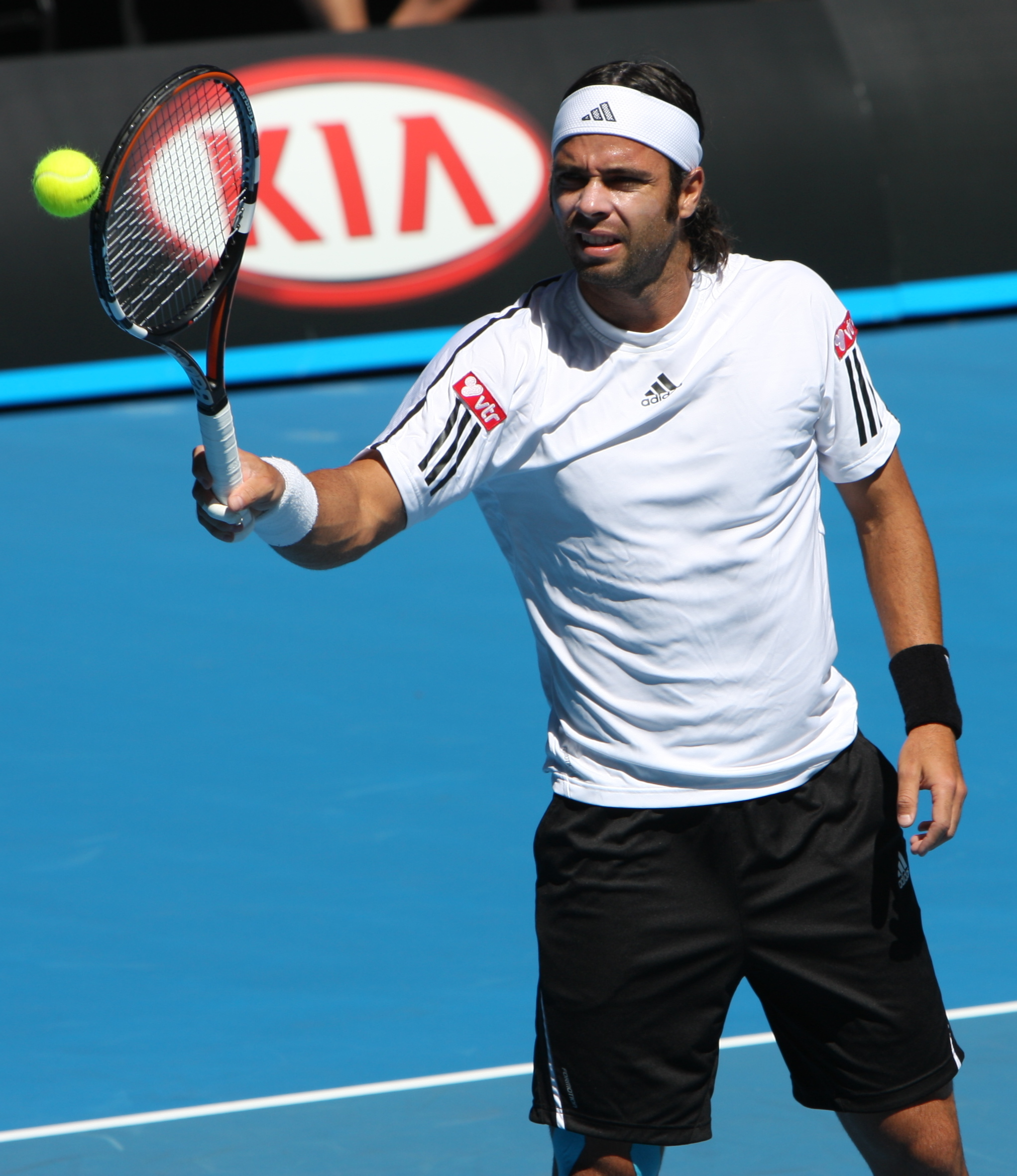
González na Australian Open, 2009

Pierwszy występ w 2009 roku z udziałem Chilijczyka odbył się podczas Australian Open, gdzie doszedł do IV rundy. Po drodze zawodnik przeszedł zwycięsko m.in. rywalizacje pięciosetowe z Lleytonem Hewittem oraz Richardem Gasquetem. W spotkaniu o awans do ćwierćfinału González uległ Rafaelowi Nadalowi. Po zakończeniu turnieju González wystartował w Viña del Mar odnosząc triumf w imprezie po raz czwarty. W finale pokonał 6:1, 6:3 José Acasuso, a cały turniej zakończył bez straty seta.
W marcu tenisista chilijski wystąpił w zawodach z serii ATP World Tour Masters 1000 w Indian Wells oraz Miami. W kalifornijskim Indian Wells awansował do IV rundy, przegrywając z Rogerem Federerem, natomiast w Miami odpadł w III rundzie po porażce z Radkiem Štěpánkiem.
Pod koniec kwietnia González zagrał w Barcelonie, rozpoczynając zarazem cykl startów na „europejskiej mączce”. Tenisista dotarł do półfinału rozgrywek eliminując m.in. w ćwierćfinale będącego w czołowej dziesiątce rankingu Fernando Verdasco. Mecz o uczestnictwo w finale Chilijczyk przegrał w trzech setach z Davidem Ferrerem. Następny półfinał González osiągnął w Rzymie, gdzie nie sprostał Rafaelowi Nadalowi. Podczas Rolanda Garrosa tenisista chilijski bez przegranego seta doszedł do ćwierćfinału, w którym zmierzył się z będącym na 3. miejscu w rankingu Andym Murrayem. Pojedynek zakończył się zwycięstwem Chilijczyka 6:3, 3:6, 6:0, 6:4, który tym samym po raz pierwszy awansował do półfinału na paryskich kortach. W półfinale rozegrał spotkanie z Robinem Söderlingiem zakończone rezultatem 6:3, 7:5, 5:7, 4:6, 6:4 dla Szweda, pomimo prowadzenia Gonzáleza 4:1 w decydującym secie. Łącznie w trakcie trwania sezonu ziemnego González zagrał 19 meczów, z których 16 wygrał. Wyniki te przesunęły tenisistę w notowaniu z 8 czerwca na 10. pozycję w rankingu, którą zajmował przez sześć kolejnych tygodni.
Pod koniec czerwca zawodnik zagrał na Wimbledonie docierając do III rundy, w której uległ po pięciosetowym spotkaniu Juanowi Carlosowi Ferrero.

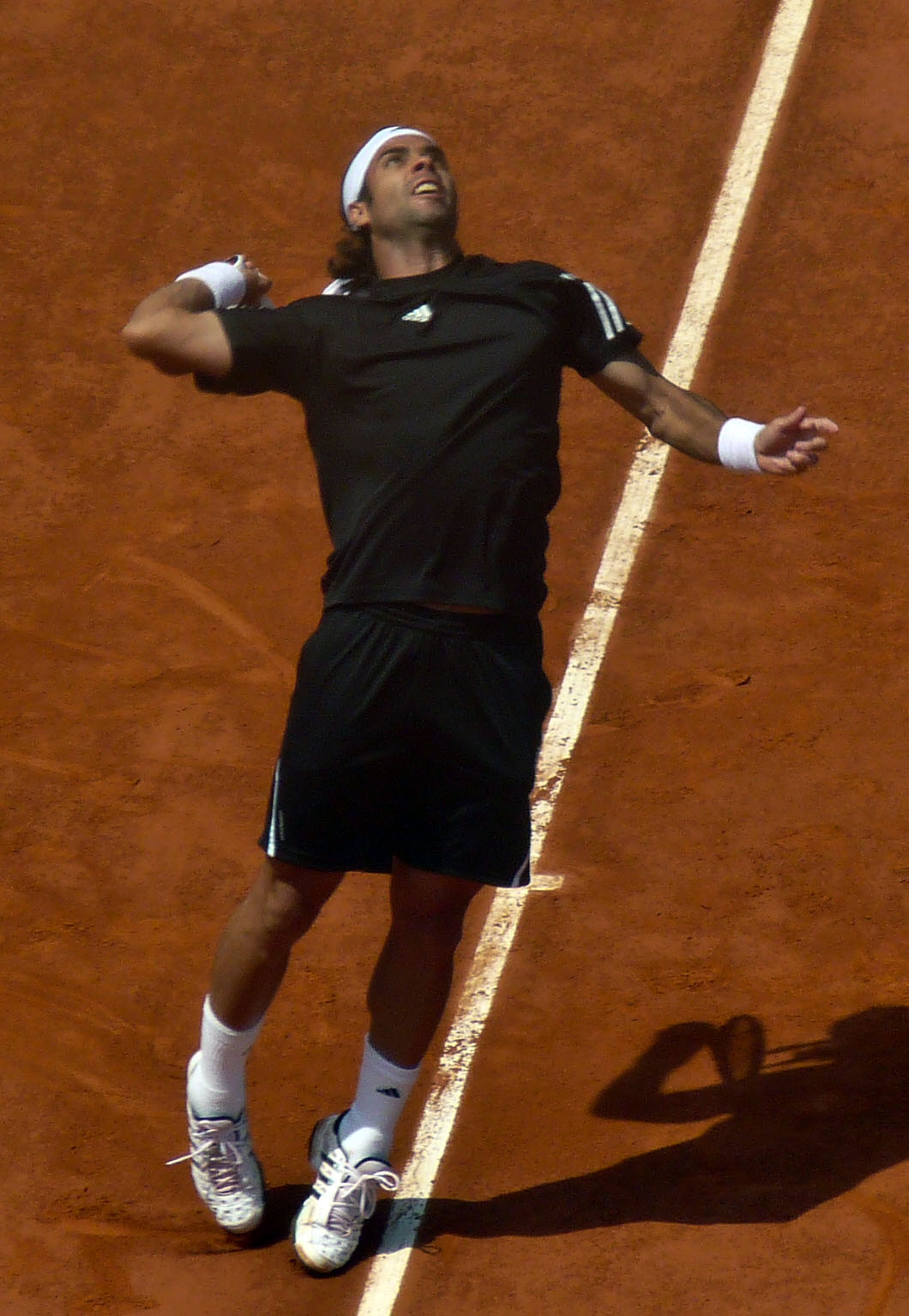
González podczas Roland Garrosa, 2009

US Open Series Chilijczyk zaczął od startu w Waszyngtonie, gdzie awansował do półfinału, w którym został pokonany przez Juana Martína del Potro. W turniejach kategorii ATP World Tour Masters 1000 w Montrealu i Cincinnati González doznał dwie wczesne porażki, najpierw przegrywając w Kanadzie w III rundzie z Nikołajem Dawydienką, a w USA w I rundzie po kreczu z Tomášem Berdychem. Powodem, dla którego González poddał pojedynek, był uraz kolana, jednak tenisista zdołał wyleczyć kontuzję by zagrać na US Open, gdzie osiągnął ćwierćfinał. Po drodze Chilijczyk wyeliminował m.in. Jo-Wilfrieda Tsongę, a w rundzie ćwierćfinałowej jego przeciwnikiem był Rafael Nadal. Mecz przerywany opadami deszczu zakończył się wygraną Hiszpana 7:6(4), 7:6(2), 6:0. Dla Gonzáleza był to zarazem pierwszy sezon w karierze, w którym doszedł do co najmniej dwóch ćwierćfinałów turniejów wielkoszlemowych.
Pod koniec września González zagrał w azjatyckim Kuala Lumpur, odpadając w półfinale po porażce z Fernando Verdasco. Ostatni w sezonie turniej Chilijczyk zagrał w Paryżu. Swój udział w zawodach zawodnik zakończył na III rundzie, w której poddał mecz przez kontuzję nogi przy stanie 7:6(6), 6:7(6) Juanowi Martínowi del Potro, nie wykorzystując przy tym siedmiu meczboli. Ta przegrana pozbawiła Gonzáleza szans na udział w turnieju ATP World Tour Finals.
Na koniec roku południowoamerykański tenisista zajmował 11. miejsce w rankingu ATP.

### Sezon 2010
Sezon González zaczął od turnieju Australian Open. Tenisista doszedł do IV rundy imprezy odnosząc zwycięstwo po drodze m.in. w III rundzie z Jewgienijem Korolowem, z którym zagrał pięciosetowy mecz. W następnej rundzie Chilijczyk zmierzył się z Andym Roddickiem, któremu uległ 3:6, 6:3, 6:4, 5:7, 2:6.
W lutym González wystąpił w dwóch południowoamerykańskich turniejach, w Santiago oraz Acapulco, docierając w każdym do półfinału. W stolicy Chile zawodnik odpadł po porażce z Thomazem Belluccim, natomiast w Acapulco po przegranej z Davidem Ferrerem.
W następnym miesiącu tenisista zrezygnował ze startu w zawodach ATP World Tour Masters 1000 w Indian Wells, angażując się na rzecz zbiórki pieniędzy dla ofiar trzęsienia ziemi w Chile. Potem, po półtorarocznej przerwie, zagrał w Pucharze Davisa w I rundzie przeciw Izraelowi. Oba singlowe spotkania zakończył zwycięsko, najpierw wygrywając z Harelem Lewim, a w dalszej kolejności z Dudim Selą. Pod koniec miesiąca González wziął udział w turnieju w Miami awansując do IV rundy, w której wyeliminowany został przez Robina Söderlinga.
Podczas wiosennych startów na nawierzchni ziemnej w Europie tenisista chilijski zagrał w Barcelonie, gdzie odpadł w II rundzie z Albertem Ramosem, a pod koniec maja wystąpił na Roland Garrosie. Po pokonaniu w I rundzie Thiaga Alvesa Chilijczyk nie sprostał Ołeksandrowi Dołhopołowi przegrywając 3:6, 4:6, 3:6. W trakcie spotkania González zmagał się również z urazem kolana, który jak się okazało wykluczył go z rozgrywek na trzy miesiące.
Po wyleczeniu dolegliwości zawodnik powrócił na turniej rozgrywany na tydzień przed US Open w New Haven, gdzie pokonał go już w pierwszym meczu Radek Štěpánek. W Nowym Jorku zawodnik doznał kolejnego w sezonie urazu, kontuzji prawego biodra w trakcie rywalizacji I rundy z Ivanem Dodigiem, a dnia 4 października przeszedł operację, która uniemożliwiła mu grę na okres dziewięciu miesięcy.
Rok 2010 tenisista ukończył na 68. pozycji w singlowej klasyfikacji ATP.

### Sezony 2011–2012
Zanim González powrócił do rywalizacji po rehabilitacji w marcu 2011 roku, jego nowym trenerem został Horacio Matta. Tenisista poinformował również, że zamierza pierwszy turniej w sezonie rozegrać pod koniec kwietnia w Belgradzie. Po wyeliminowaniu w I rundzie Martina Kližana przegrał w spotkaniu o awans do ćwierćfinału z Feliciano Lópezem. Następnie Chilijczyk zagrał w dwóch turniejach kategorii ATP Challenger Tour, w Pradze oraz Bordeaux, dochodząc najdalej do półfinału w stolicy Czech.

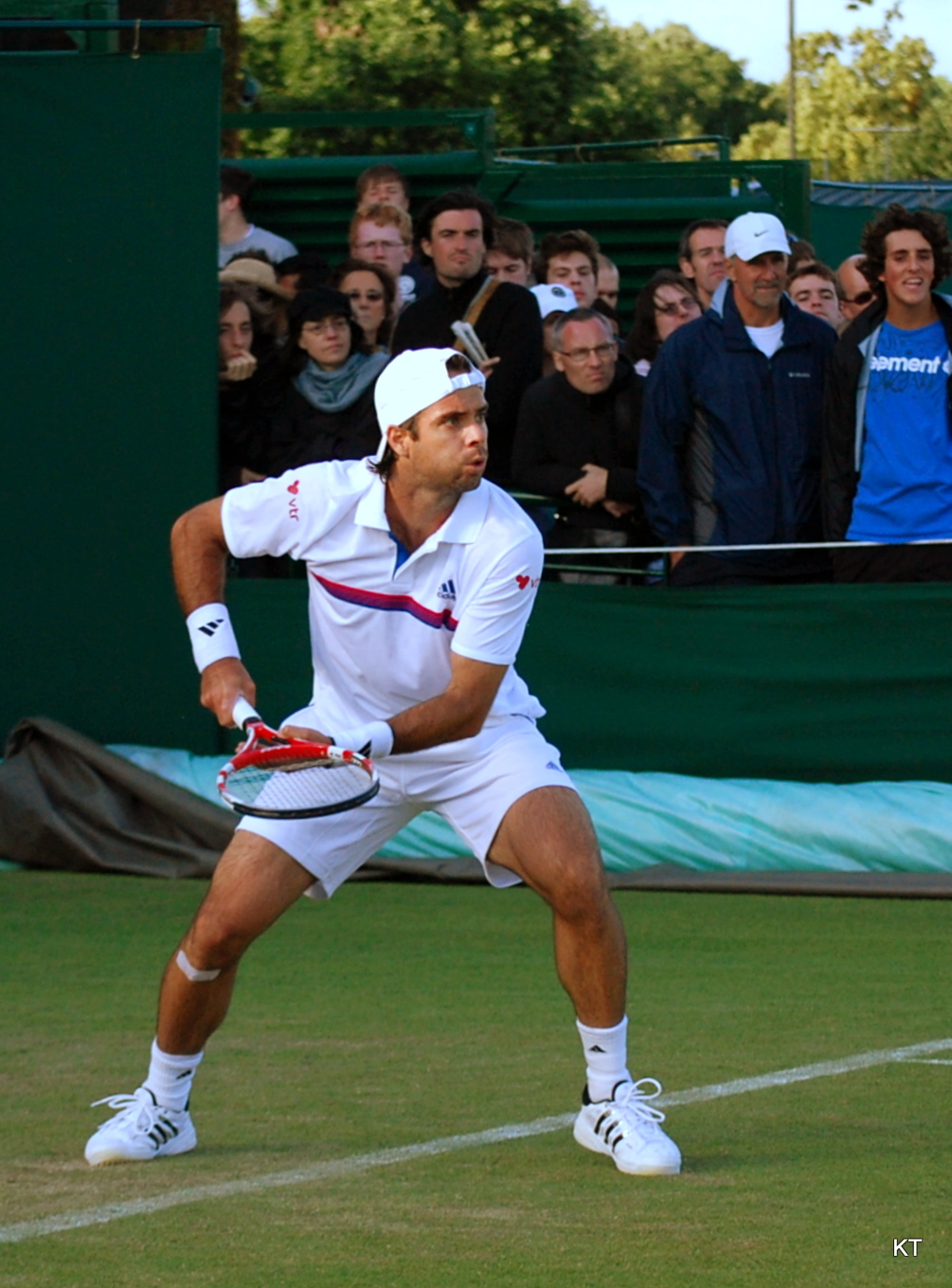
González na Wimbledonie, 2011

Pod koniec czerwca tenisista wystąpił na Wimbledonie osiągając III rundę, po wygranych z Ołeksandrem Dołhopołowem i Rikiem de Voestem. Chilijczyk nie sprostał dopiero Jo-Wilfriedowi Tsondze, po trzysetowym meczu.
Podczas US Open Series González wziął udział w zawodach w Los Angeles odpadając w I rundzie po porażce z Igorem Kunicynem. Również na US Open tenisista chilijski przegrał w I rundzie, a pokonał go Ivo Karlović. Po zakończeniu rywalizacji w Nowym Jorku rozpoczęły się baraże o utrzymanie w grupie światowej Pucharu Davisa. González zmierzył się w rundzie przeciw Włochom z Fabio Fogninim, któremu uległ poprzez krecz w trzecim secie pojedynku z powodu kontuzji lewej nogi. Był to ostatni w sezonie występ Chilijczyka w rozgrywkach, a 2011 rok ukończył na 298. miejscu w rankingu.
Na początku lutego 2012 roku González zagrał pierwszy turniej w roku w Viña del Mar, docierając do II rundy gdzie został pokonany przez João Souzę. Po zakończeniu zawodów tenisista chilijski ogłosił, że swoją sportową karierę zakończy w marcu podczas turnieju ATP World Tour Masters 1000 w Miami tłumacząc swoją decyzję brakiem sił i wyczerpaniem organizmu do dalszej gry na zawodowym poziomie. González zapowiedział, że zanim to nastąpi wystartuje w São Paulo oraz Buenos Aires. W Brazylii Chilijczyk przegrał w I rundzie z Igorem Andriejewem, natomiast w Buenos Aires awansował do ćwierćfinału, w którym nie sprostał Davidowi Ferrerowi.
Podczas swojego ostatniego turnieju w karierze, w Miami, González zmierzył się w I rundzie z Nicolasem Mahutem, ponosząc porażkę 5:7, 6:4, 6:7(3). Po zakończeniu widowiska organizatorzy wyświetlili film wideo, na którym Chilijczyka żegnali m.in. Roger Federer, Andy Murray, Novak Đoković, David Nalbandian czy Rafael Nadal.

### Styl gry
Fernando González był praworęcznym tenisistą. Jego największym atutem na korcie był forhend wykonywany agresywnie, z pełnym ryzykiem, skąd też zyskał sobie przydomek „El bombardero” (po hiszpańsku „The La Reina Bomber”). To zagranie przez pewien moment w karierze tenisisty było uznawane za najlepsze w całym męskim gronie ATP oraz wyróżniające się w historii dyscypliny. Zawodnik zagrywając forehand był w stanie zdobyć punkt kończący wymianę niemalże z każdej pozycji na korcie. Sam przyznał:

„Nawet po miesiącu przerwy mogłem zagrać forhend, jak mi się podobało. Nie dotyczyło to żadnego innego aspektu mojej gry, tylko forhendu”.

Jednakże taki styl gry narażony był na sporą liczbę niewymuszonych błędów.

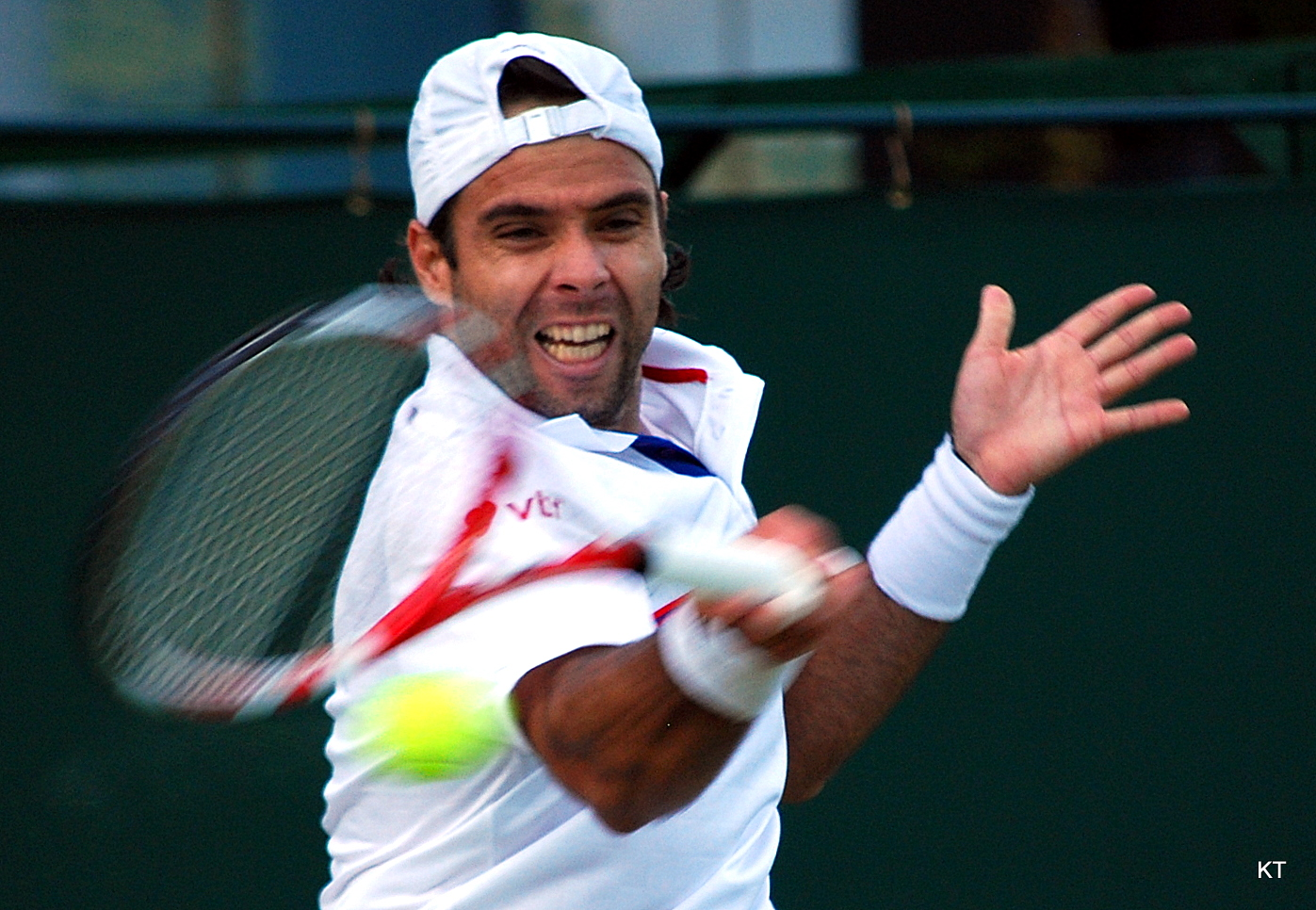
Forehand Gonzáleza, Wimbledon 2011

Backhand Chilijczyk zagrywał jedną ręką, mocno pod linię końcową. Wraz z pojawieniem się w sztabie Llary’ego Stafankiego Chilijczyk zaczął częściej posługiwać się slajsowanym backhandem ograniczając liczbę błędów.
Chilijczyk swoją grę prowadził głównie zza linii końcowej, rzadko atakując z dobiegiem do siatki. Serwując zawodnik nie wykonywał atomowych uderzeń, lecz bardziej pozycjonował podanie sjalsując serwis. Przy słabszym returnie rywala kończył natychmiast wymianę forehandem, przy lepszym returnie przeciwnika rozprowadzał piłkę po korcie.
Oprócz efektownego stylu gry González znany był ze swojego wybuchowego zachowania na korcie, często niszcząc rakiety po błędach.

### Finały w turniejach ATP World Tour

#### Gra pojedyncza (11–11)
| Legenda                                                         |
| Wielki Szlem (0–1)                                              |
| Igrzyska olimpijskie (0–1)                                      |
| Tennis Masters Cup / ATP World Tour Finals (0–0)                |
| ATP Masters Series / ATP World Tour Masters 1000 (0–2)          |
| ATP International Series Gold / ATP World Tour 500 Series (0–1) |
| ATP International Series / ATP World Tour 250 Series (11–6)     |

| Wygrane według nawierzchni |
| Twarda (2–6)               |
| Ceglana (8–3)              |
| Trawiasta (0–0)            |
| Dywanowa (1–2)             |

| Końcowy wynik | Nr  | Data                 | Turniej                    | Nawierzchnia    | Przeciwnik       | Wynik finału          |
| Zwycięzca     | 1.  | 8 maja 2000          | Orlando                    | Ceglana         | Nicolás Massú    | 6:2, 6:3              |
| Zwycięzca     | 2.  | 17 lutego 2002       | Viña del Mar (1)           | Ceglana         | Nicolás Lapentti | 6:3, 6:7(5), 7:6(4)   |
| Zwycięzca     | 3.  | 29 września 2002     | Palermo                    | Ceglana         | José Acasuso     | 5:7, 6:3, 6:1         |
| Finalista     | 1.  | 27 października 2002 | Bazylea                    | Dywanowa (hala) | David Nalbandian | 4:6, 3:6, 2:6         |
| Finalista     | 2.  | 3 sierpnia 2003      | Waszyngton                 | Twarda          | Tim Henman       | 3:6, 4:6              |
| Finalista     | 3.  | 5 października 2003  | Metz                       | Twarda (hala)   | Arnaud Clément   | 3:6, 6:1, 3:6         |
| Zwycięzca     | 4.  | 15 lutego 2004       | Viña del Mar (2)           | Ceglana         | Gustavo Kuerten  | 7:5, 6:4              |
| Finalista     | 4.  | 18 lipca 2004        | Amersfoort                 | Ceglana         | Martin Verkerk   | 6:7(5), 6:4, 4:6      |
| Zwycięzca     | 5.  | 15 stycznia 2005     | Auckland                   | Twarda          | Olivier Rochus   | 6:4, 6:2              |
| Finalista     | 5.  | 6 lutego 2005        | Viña del Mar               | Ceglana         | Gastón Gaudio    | 3:6, 4:6              |
| Zwycięzca     | 6.  | 24 lipca 2005        | Amersfoort                 | Ceglana         | Agustín Calleri  | 7:5, 6:3              |
| Zwycięzca     | 7.  | 30 października 2005 | Bazylea                    | Dywanowa (hala) | Markos Pagdatis  | 6:7(8), 6:3, 7:5, 6:4 |
| Finalista     | 6.  | 15 października 2006 | Wiedeń                     | Twarda (hala)   | Ivan Ljubičić    | 3:6, 4:6, 5:7         |
| Finalista     | 7.  | 22 października 2006 | Madryt                     | Twarda (hala)   | Roger Federer    | 5:7, 1:6, 0:6         |
| Finalista     | 8.  | 29 października 2006 | Bazylea                    | Dywanowa (hala) | Roger Federer    | 3:6, 2:6, 6:7(3)      |
| Finalista     | 9.  | 28 stycznia 2007     | Australian Open, Melbourne | Twarda          | Roger Federer    | 6:7(2), 4:6, 4:6      |
| Finalista     | 10. | 13 maja 2007         | Rzym                       | Ceglana         | Rafael Nadal     | 2:6, 2:6              |
| Zwycięzca     | 8.  | 16 września 2007     | Pekin                      | Twarda          | Tommy Robredo    | 6:1, 3:6, 6:1         |
| Zwycięzca     | 9.  | 3 lutego 2008        | Viña del Mar (3)           | Ceglana         | Juan Mónaco      | walkower              |
| Zwycięzca     | 10. | 4 maja 2008          | Monachium                  | Ceglana         | Simone Bolelli   | 7:6(4), 6:7(4), 6:3   |
| Finalista     | 11. | 17 sierpnia 2008     | Pekin                      | Twarda          | Rafael Nadal     | 3:6, 6:7(2), 3:6      |
| Zwycięzca     | 11. | 8 lutego 2009        | Viña del Mar (4)           | Ceglana         | José Acasuso     | 6:1, 6:3              |

#### Gra podwójna (3–1)
| Legenda                                                         |
| Wielki Szlem (0–0)                                              |
| Igrzyska olimpijskie (1–0)                                      |
| Tennis Masters Cup / ATP World Tour Finals (0–0)                |
| ATP Masters Series / ATP World Tour Masters 1000 (0–0)          |
| ATP International Series Gold / ATP World Tour 500 Series (0–0) |
| ATP International Series / ATP World Tour 250 Series (2–1)      |

| Wygrane według nawierzchni |
| Twarda (1–0)               |
| Ceglana (1–1)              |
| Trawiasta (0–0)            |
| Dywanowa (1–0)             |

| Końcowy wynik | Nr | Data                 | Turniej    | Nawierzchnia    | Partner          | Przeciwnicy w finale            | Wynik finału               |
| Zwycięzca     | 1. | 22 sierpnia 2004     | Ateny      | Twarda          | Nicolás Massú    | Nicolas Kiefer Rainer Schüttler | 6:2, 4:6, 3:7, 7:6(7), 6:4 |
| Zwycięzca     | 2. | 10 kwietnia 2005     | Walencja   | Ceglana         | Martín Rodríguez | Lucas Arnold Ker Mariano Hood   | 6:4, 6:4                   |
| Finalista     | 1. | 24 lipca 2005        | Amersfoort | Ceglana         | Nicolás Massú    | Martín García Luis Horna        | 4:6, 4:6                   |
| Zwycięzca     | 3. | 30 października 2005 | Bazylea    | Dywanowa (hala) | Agustín Calleri  | Stephen Huss Wesley Moodie      | 7:5, 7:5                   |

### Osiągnięcia w turniejach Wielkiego Szlema i Masters Series (gra pojedyncza)
| Turniej                     | 1999                   | 2000                   | 2001                   | 2002                   | 2003                   | 2004                   | 2005                   | 2006                   | 2007                   | 2008                   | 2009         | 2010         | 2011         | 2012         | Wygrane turnieje | Bilans w turnieju |
| Wielki Szlem                | Wielki Szlem           | Wielki Szlem           | Wielki Szlem           | Wielki Szlem           | Wielki Szlem           | Wielki Szlem           | Wielki Szlem           | Wielki Szlem           | Wielki Szlem           | Wielki Szlem           | Wielki Szlem | Wielki Szlem | Wielki Szlem | Wielki Szlem | Wielki Szlem     | Wielki Szlem      |
| --------------------------- | ---------------------- | ---------------------- | ---------------------- | ---------------------- | ---------------------- | ---------------------- | ---------------------- | ---------------------- | ---------------------- | ---------------------- | ------------ | ------------ | ------------ | ------------ | ---------------- | ----------------- |
| Australian Open             | –                      | –                      | 1R                     | 4R                     | 2R                     | 1R                     | 3R                     | 1R                     | F                      | 3R                     | 4R           | 4R           | –            | –            | 0 / 10           | 20–10             |
| French Open                 | –                      | –                      | 2R                     | 3R                     | QF                     | 1R                     | 3R                     | 2R                     | 1R                     | QF                     | SF           | 2R           | –            | –            | 0 / 10           | 20–10             |
| Wimbledon                   | –                      | –                      | –                      | 2R                     | 1R                     | 3R                     | QF                     | 3R                     | 3R                     | 2R                     | 3R           | –            | 3R           | –            | 0 / 9            | 16–9              |
| US Open                     | –                      | 2R                     | –                      | QF                     | 3R                     | 1R                     | 3R                     | 3R                     | 1R                     | 4R                     | QF           | 1R           | 1R           | –            | 0 / 11           | 18–11             |
| Wygrane turnieje            | –                      | 0 / 1                  | 0 / 2                  | 0 / 4                  | 0 / 4                  | 0 / 4                  | 0 / 4                  | 0 / 4                  | 0 / 4                  | 0 / 4                  | 0 / 4        | 0 / 3        | 0 / 2        | –            | 0 / 40           | N/A               |
| Bilans spotkań              | –                      | 1–1                    | 1–2                    | 10–4                   | 7–4                    | 2–4                    | 10–4                   | 5–4                    | 8–4                    | 10–4                   | 14–4         | 4–3          | 2–2          | –            | N/A              | 74–40             |
| Tennis Masters Cup          |                        |                        |                        |                        |                        |                        |                        |                        |                        |                        |              |              |              |              |                  |                   |
| ATP World Tour Finals       | –                      | –                      | –                      | –                      | –                      | –                      | RR                     | –                      | RR                     | –                      | –            | –            | –            | –            | 0 / 2            | 2–3               |
| ATP World Tour Masters 1000 |                        |                        |                        |                        |                        |                        |                        |                        |                        |                        |              |              |              |              |                  |                   |
| Indian Wells                | –                      | –                      | –                      | 2R                     | 1R                     | 3R                     | 4R                     | 2R                     | 4R                     | 2R                     | 4R           | –            | –            | –            | 0 / 8            | 8–8               |
| Miami                       | –                      | –                      | –                      | 4R                     | 2R                     | SF                     | 3R                     | 3R                     | 3R                     | 3R                     | 3R           | 4R           | –            | 1R           | 0 / 9            | 13–10             |
| Monte Carlo                 | –                      | –                      | –                      | 1R                     | 1R                     | 1R                     | 3R                     | SF                     | 2R                     | –                      | –            | –            | –            | –            | 0 / 6            | 6–6               |
| Madryt                      | –                      | –                      | –                      | 2R                     | 1R                     | 2R                     | QF                     | F                      | QF                     | 2R                     | –            | –            | –            | –            | 0 / 7            | 8–7               |
| Rzym                        | –                      | –                      | –                      | 3R                     | –                      | 2R                     | 1R                     | QF                     | F                      | 3R                     | SF           | –            | –            | –            | 0 / 7            | 16–6              |
| Montreal/Toronto            | –                      | –                      | –                      | 1R                     | 1R                     | 3R                     | 1R                     | SF                     | 2R                     | 2R                     | 3R           | –            | –            | –            | 0 / 8            | 9–8               |
| Cincinnati                  | –                      | –                      | –                      | SF                     | 2R                     | 2R                     | 3R                     | SF                     | 2R                     | 1R                     | 1R           | –            | –            | –            | 0 / 8            | 12–8              |
| Szanghaj                    | Nie ATP Masters Series | Nie ATP Masters Series | Nie ATP Masters Series | Nie ATP Masters Series | Nie ATP Masters Series | Nie ATP Masters Series | Nie ATP Masters Series | Nie ATP Masters Series | Nie ATP Masters Series | Nie ATP Masters Series | 3R           | –            | –            | –            | 0 / 1            | 2–1               |
| Paryż                       | –                      | –                      | –                      | 1R                     | 1R                     | 2R                     | 2R                     | 2R                     | 2R                     | –                      | 3R           | –            | –            | –            | 0 / 7            | 1–7               |
| Hamburg                     | –                      | –                      | –                      | 2R                     | QF                     | 3R                     | 2R                     | 3R                     | QF                     | –                      | NMS          | NMS          | NMS          | NMS          | 0 / 6            | 11–6              |
| Wygrane turnieje            | –                      | –                      | –                      | 0 / 9                  | 0 / 8                  | 0 / 9                  | 0 / 9                  | 0 / 9                  | 0 / 9                  | 0 / 6                  | 0 / 7        | 0 / 1        | –            | 0 / 1        | 0 / 68           | N/A               |
| Bilans spotkań              | –                      | –                      | –                      | 12–9                   | 4–8                    | 11–9                   | 9–9                    | 21–9                   | 11–9                   | 4–5                    | 12–7         | 2–1          | –            | 0–1          | N/A              | 86–67             |
| Ranking na koniec sezonu    |                        |                        |                        |                        |                        |                        |                        |                        |                        |                        |              |              |              |              |                  |                   |
|                             | 412                    | 115                    | 139                    | 18                     | 35                     | 23                     | 11                     | 10                     | 7                      | 15                     | 11           | 68           | 297          | 509          | N/A              | N/A               |

Legenda
     W, wygrał turniej
     F, przegrał w finale
     SF, przegrał w półfinale
     QF, przegrał w ćwierćfinale
     4R, 3R, 2R, 1R, RR przegrał w IV, III, II, I rundzie lub fazie grupowej
     RR, odpadł w fazie grupowej
     –, nie startował w turnieju głównym

## Kariera trenerska
W 2014 podjął pracę jako trener–konsultant z Santiagiem Giraldo. W 2016 roku został szkoleniowcem Gonzala Lamy.